# NGC 6880
NGC 6880 ist eine linsenförmige Galaxie vom Hubble-Typ SB0/a im Sternbild Pfau am Südsternhimmel. Sie ist schätzungsweise 171 Millionen Lichtjahre von der Milchstraße entfernt und hat einen Durchmesser von etwa 100.000 Lichtjahren. Gemeinsam mit IC 4981 bildet sie ein gravitativ gebundenes Galaxienpaar und gilt als Mitglied der zehn Galaxien zählenden NGC 6876-Gruppe (LGG 432).
Im gleichen Himmelsareal befinden sich u. a. die Galaxien NGC 6877, IC 4982, IC 4972, IC 4985.
Das Objekt wurde am 27. Juni 1835 von John Herschel  entdeckt.